# Вулиця Старшого лейтенанта Маци (Черкаси)
Ву́лиця Ста́ршого лейтена́нта Ма́ци — вулиця в Черкасах.

## Розташування
Починається від вулиці Нечуя-Левицького і простягається на південний схід до вулиці Різдвяної.

## Опис
Вулиця вузька, не асфальтована.

## Походження назви
Вулиця перетворена в 1975 році з провулка Котовського. В 1983 році Луговий провулок був перейменований в вулицю, названой на честь Григорія Маци, Героя Радянського Союзу.

## Будівлі
Вулиця цілком забудована приватними будинками.